# Struikwaard
De Struikwaard is een uiterwaardgebied van 38 ha aan de Afgedamde Maas ten noorden van het dorp Giessen. Het is in bezit van de Stichting Brabants Landschap. Nog eens 12 ha wordt als natuurgebied beheerd door de natuurvereniging Altenatuur en is eigendom van het Waterschap Rivierenland.
Het gebied bestond tot voor kort uit zeer intensief gebruikte akkers en weilanden. Een ander deel werd vanaf 1995 ontgrond ten behoeve van dijkbouw. In dit gebied ontwikkelt zich nu hardhout- en zachthoutooibos. Sinds 2001 huist er een bever. Ook wordt het gebied begraasd door enkele Fjordenpaarden. Hier broeden ook oeverzwaluwen. Er zijn twee poelen en er is een rijke libellenfauna: kleine roodoogjuffer, platbuik, viervlek en vuurlibel. In 2006 werd de zuidelijke glazenmaker waargenomen.
Brabants landschap wil in het akkerbouwgebied een moeraslandschap aanleggen. Men verwacht dat de kamsalamander en de zwarte stern vanuit het aan de Gelderse kant van de Maas gelegen Munnikenland, zich ook in de Struikwaard gaan vestigen.